# Schumannhaus (Danzig)

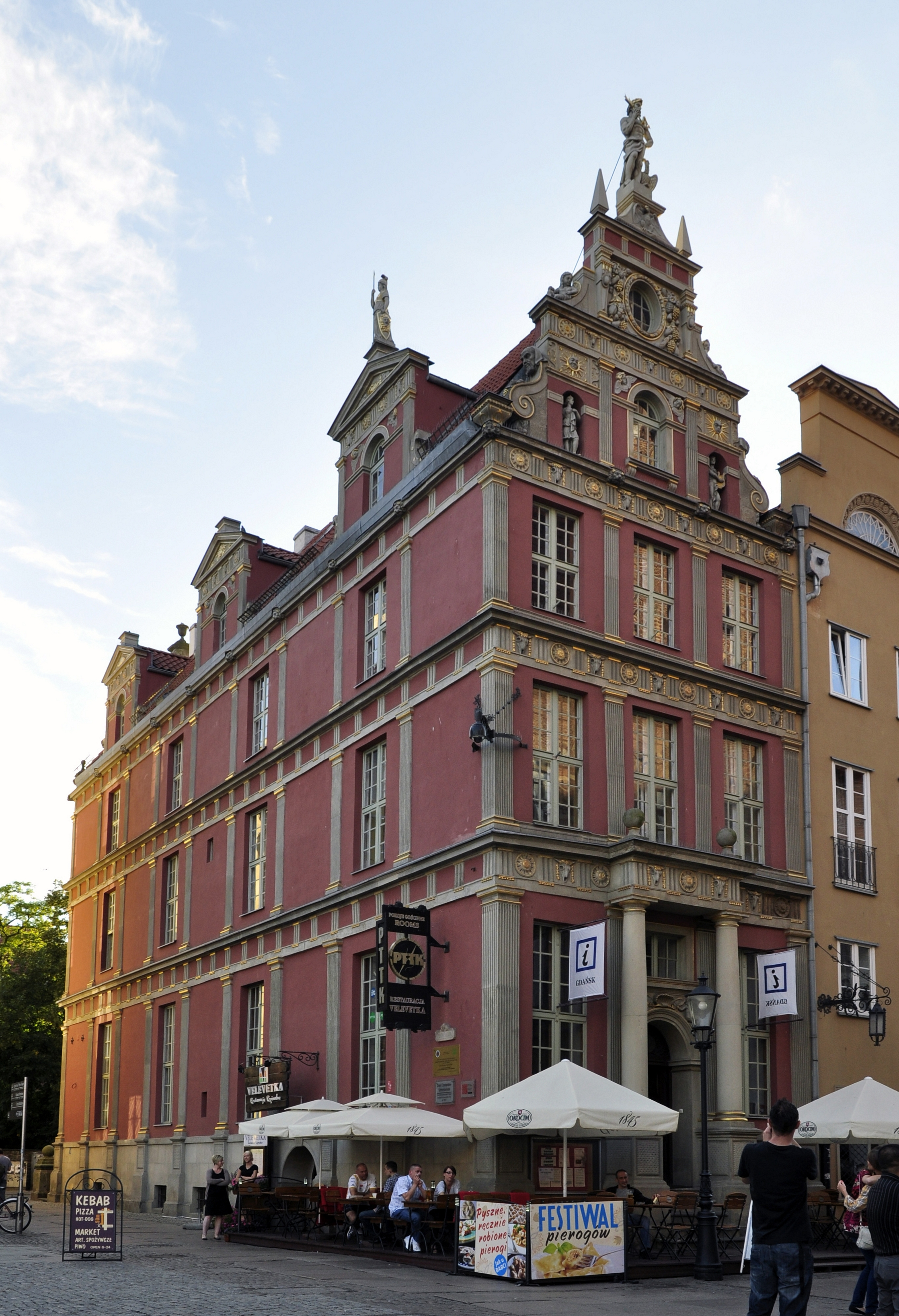
Schumannhaus

Das Schumannhaus ist ein Renaissance-Bürgerhaus in Danzig an der Langgasse 45, Ecke Matzkauschegasse.

## Geschichte und Architektur
Das Schumannhaus bildet das letzte Haus in der südlichen Häuserzeile der Langgasse und den westlichen Abschluss des Langen Marktes. Das Bürgerhaus wurde um 1560 errichtet. Es gehörte der Familie Schumann, aus der fünf Bürgermeister, vier königliche Burggrafen und elf Ratsherren hervorgingen.
Den Giebel krönt in der Mitte eine Statue des Gottes Zeus und in den Nischen die Statuen des Apollo und der Diana. Vom Langen Markt ist die Statue der Athene zu sehen.
Im Haus befindet sich der Sitz der Polnischen Gesellschaft für Tourismus und Heimatkunde (PTTK) sowie ein Reiseführerzentrum. 